# Lista de presidentes do Banco Nacional de Desenvolvimento Econômico e Social
Esta é uma lista de presidentes do Banco Nacional de Desenvolvimento Econômico e Social (BNDES).
| Nº | Nome                                     | Início               | Fim               | Presidente                |
| -- | ---------------------------------------- | -------------------- | ----------------- | ------------------------- |
| 1  | Ari Frederico Torres                     | julho de 1952        | junho de 1953     | Getúlio Vargas            |
| 2  | Válder Lima Sarmanho                     | junho de 1953        | agosto de 1954    | Getúlio Vargas            |
| 2  | Válder Lima Sarmanho                     | agosto de 1954       | fevereiro de 1955 | Café Filho                |
| 3  | Glycon de Paiva Teixeira                 | março de 1955        | novembro de 1955  | Café Filho                |
| 3  | Glycon de Paiva Teixeira                 | novembro de 1955     | fevereiro de 1956 | Nereu Ramos               |
| 4  | Lucas Lopes                              | fevereiro de 1956    | junho de 1958     | Juscelino Kubitschek      |
| 5  | Roberto Campos                           | agosto de 1958       | julho de 1959     | Juscelino Kubitschek      |
| 6  | Lúcio Martins Meira                      | julho de 1959        | fevereiro de 1961 | Juscelino Kubitschek      |
| 7  | José Vicente Faria Lima                  | fevereiro de 1961    | setembro de 1961  | Jânio Quadros             |
| 8  | Leocádio de Almeida Antunes              | setembro de 1961     | junho de 1963     | João Goulart              |
| 9  | José Garrido Torres                      | julho de 1964        | março de 1967     | Castelo Branco            |
| 10 | Jayme Magrassi Sá                        | março de 1967        | outubro de 1970   | Costa e Silva             |
| 11 | Marcos Pereira Vianna                    | outubro de 1970      | março de 1974     | Emílio Garrastazu Médici  |
| 11 | Marcos Pereira Vianna                    | março de 1974        | março de 1979     | Ernesto Geisel            |
| 12 | Luiz Antônio Sande de Oliveira           | março de 1979        | setembro de 1983  | João Figueiredo           |
| 13 | Jorge Lins Freire                        | setembro de 1983     | outubro de 1984   | João Figueiredo           |
| 14 | José Carlos Perdigão Medeiros da Fonseca | outubro de 1984      | março de 1985     | João Figueiredo           |
| 15 | Dilson Funaro                            | março de 1985        | agosto de 1985    | José Sarney               |
| 16 | André Franco Montoro Filho               | agosto de 1985       | janeiro de 1987   | José Sarney               |
| 17 | Márcio Fortes                            | janeiro de 1987      | setembro de 1989  | José Sarney               |
| 18 | Ney Fontes de Melo Távora                | outubro de 1989      | março de 1990     | José Sarney               |
| 19 | Eduardo Modiano                          | março de 1990        | outubro de 1992   | Fernando Collor de Mello  |
| 20 | Antônio Barros de Castro                 | outubro de 1992      | março de 1993     | Itamar Franco             |
| 21 | Luiz Carlos Delben Leite                 | março de 1993        | agosto de 1993    | Itamar Franco             |
| 22 | Pérsio Arida                             | setembro de 1993     | janeiro de 1995   | Itamar Franco             |
| 23 | Edmar Bacha                              | janeiro de 1995      | novembro de 1995  | Fernando Henrique Cardoso |
| 24 | Luiz Carlos Mendonça de Barros           | novembro de 1995     | abril de 1998     | Fernando Henrique Cardoso |
| 25 | André Lara Resende                       | abril de 1998        | novembro de 1998  | Fernando Henrique Cardoso |
| 26 | José Pio Borges de Castro Filho          | novembro de 1998     | julho de 1999     | Fernando Henrique Cardoso |
| 27 | Andrea Sandro Calabi                     | julho de 1999        | fevereiro de 2000 | Fernando Henrique Cardoso |
| 28 | Francisco Gros                           | fevereiro de 2000    | janeiro de 2002   | Fernando Henrique Cardoso |
| 29 | Eleazar de Carvalho Filho                | janeiro de 2002      | janeiro de 2003   | Fernando Henrique Cardoso |
| 30 | Carlos Lessa                             | janeiro de 2003      | novembro de 2004  | Luiz Inácio Lula da Silva |
| 31 | Guido Mantega                            | novembro de 2004     | março de 2006     | Luiz Inácio Lula da Silva |
| 32 | Demian Fiocca                            | março de 2006        | maio de 2007      | Luiz Inácio Lula da Silva |
| 33 | Luciano Coutinho                         | maio de 2007         | janeiro de 2010   | Luiz Inácio Lula da Silva |
| 33 | Luciano Coutinho                         | janeiro de 2010      | maio de 2016      | Dilma Rousseff            |
| 34 | Maria Silvia Bastos Marques              | maio de 2016         | maio de 2017      | Michel Temer              |
| 35 | Paulo Rabello de Castro                  | maio de 2017         | abril de 2018     | Michel Temer              |
| 36 | Dyogo Oliveira                           | abril de 2018        | dezembro de 2018  | Michel Temer              |
| 37 | Joaquim Levy                             | janeiro de 2019      | junho de 2019     | Jair Bolsonaro            |
| 38 | Gustavo Montezano                        | junho de 2019        | dezembro de 2022  | Jair Bolsonaro            |
| 39 | Aloizio Mercadante                       | 1 de janeiro de 2023 | em exercício      | Luiz Inácio Lula da Silva |